# Franziska Steiner-Kaufmann
Franziska Steiner-Kaufmann (* 1992; heimatberechtigt in Schänis-Rüttiberg) ist eine Schweizer Politikerin (Die Mitte).

## Leben
Steiner-Kaufmann absolvierte an der Pädagogischen Hochschule St. Gallen ein Bachelor-Studium, arbeitete einige Jahre als Primarlehrperson und ist seit 2018 als Schulleiterin tätig. Berufsbegleitend hat sie die Ausbildung zur Bäuerin mit eidgenössischem Fachausweis absolviert. Sie führt zusammen mit ihrem Mann im Nebenerwerb ihren elterlichen landwirtschaftlichen Betrieb mit Mutterkühen und einer Christbaumkultur.
Bei den Kantonsratswahlen vom 8. März 2020 wurde Steiner-Kaufmann mit 2.917 Stimmen für den Wahlkreis See-Gaster in den St. Galler Kantonsrat gewählt. Dort ist sie Mitglied der «IG Bildungsgruppe», der «Interessengruppe Wald und Holz» und der «Interessengruppe Haus- und Grundeigentum». Seit 2019 ist sie Vorstandsmitglied der CVP Linth. Im August 2022 wurde sie von der Delegiertenversammlung zur Parteipräsidentin von "Die Mitte St. Gallen" gewählt.
In ihrer Freizeit engagiert sie sich seit ihrer Jugend für die Allgemeinheit. So war sie Pfadfindern, Präsidentin des Fasnachtsverein Gommiswald und wirkt als Klarinettistin und Präsidentin der Musikkommission in der Musikgesellschaft Alpenrösli Gommiswald mit.